# Alaa
Alaa är ett könsneutralt förnamn. 2010 bar 496 män och 393 kvinnor i Sverige namnet. Flest manliga bärare fanns i Stockholm (141) och flest kvinnliga i Skåne (110).